# 第開特縣 (印第安納州)
迪凱特縣（英語：Decatur County）是在美國印地安納州東北偏東的一個縣，縣治為格林斯堡。

## 地理

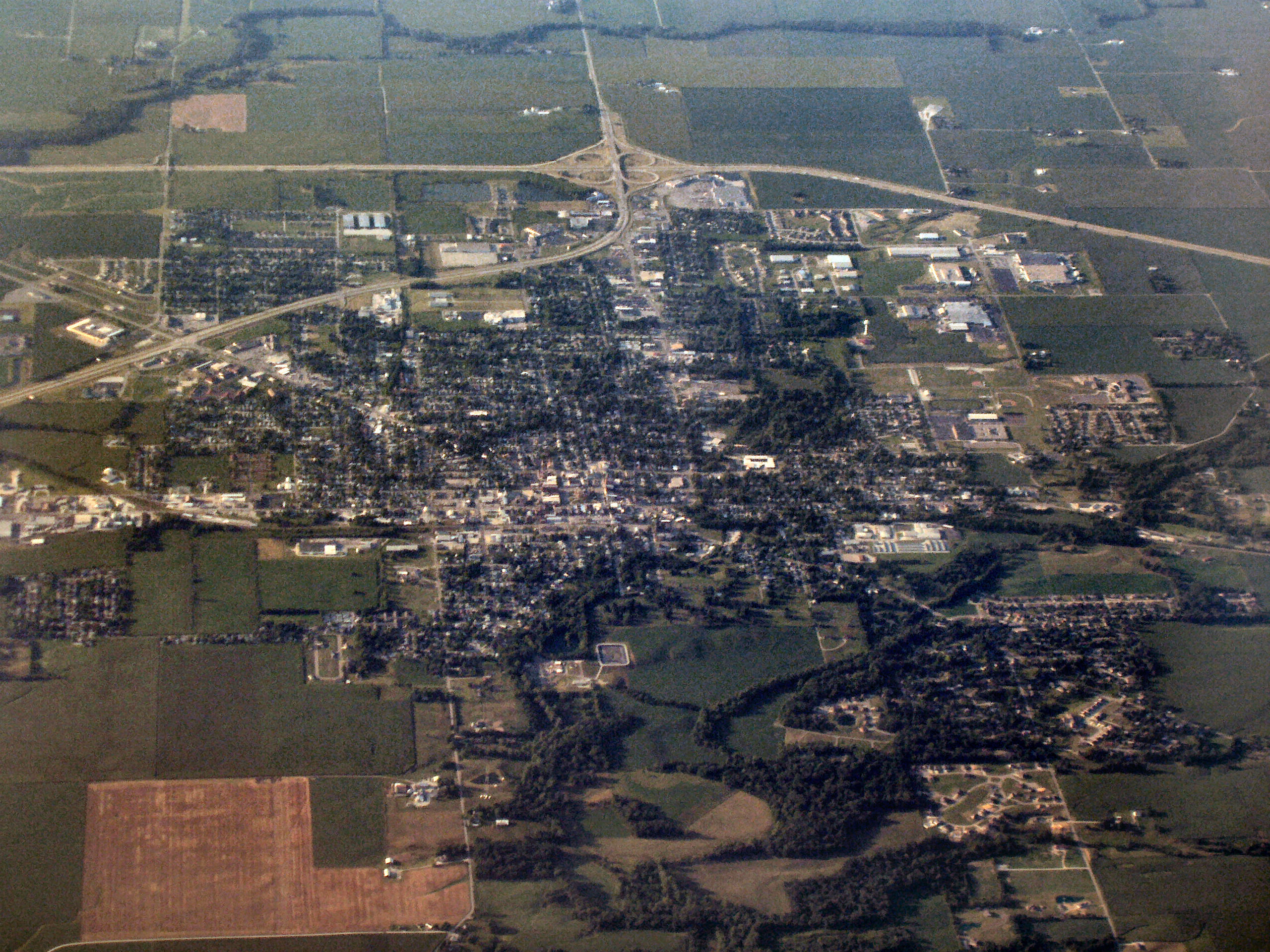

根據美國人口調查局的資料，迪凱特縣總面積為967平方公里，其中水域占全區面積之0.2%。

### 主要公路
- 74號州際公路
- 421號美國國道
- 3號印第安納州州道
- 46號印第安納州州道
- 48號印第安納州州道

### 鄰近縣
- 拉什縣（Rush，北方）
- 富兰克林縣（Franklin，東方）
- 普利縣（Ripley，東南方）
- 詹寧斯縣（Jennings，南方）
- 巴塞洛繆縣（Bartholomew，西方）
- 謝爾比縣（Shelby，西北方）

## 歷史
第開特縣成立於1822年3月4日。它的名字源於第一及第二次巴巴利戰爭（Barbary Wars）和1812年戰爭的海軍准將史提芬·迪凱特（Stephen Decatur）。 不過史提芬·迪凱特在 1820 年的一次決鬥中受致命重傷而去世。最近迪凱特縣內的格林斯堡（Greensburg）被提議為本田技研工業的候選廠房新址。

## 人口統計
| 调查年                                                    | 人口   | 备注  | %±     |
| --------------------------------------------------------- | ------ | ----- | ------ |
| 1830                                                      | 5,887  |       | —      |
| 1840                                                      | 12,171 |       | 106.7% |
| 1850                                                      | 15,107 |       | 24.1%  |
| 1860                                                      | 17,294 |       | 14.5%  |
| 1870                                                      | 19,053 |       | 10.2%  |
| 1880                                                      | 19,779 |       | 3.8%   |
| 1890                                                      | 19,277 |       | −2.5%  |
| 1900                                                      | 19,518 |       | 1.3%   |
| 1910                                                      | 18,793 |       | −3.7%  |
| 1920                                                      | 17,813 |       | −5.2%  |
| 1930                                                      | 17,308 |       | −2.8%  |
| 1940                                                      | 17,722 |       | 2.4%   |
| 1950                                                      | 18,218 |       | 2.8%   |
| 1960                                                      | 20,019 |       | 9.9%   |
| 1970                                                      | 22,738 |       | 13.6%  |
| 1980                                                      | 23,841 |       | 4.9%   |
| 1990                                                      | 23,645 |       | −0.8%  |
| 2000                                                      | 24,555 |       | 3.8%   |
| 2010                                                      | 25,740 |       | 4.8%   |
| 2018年估计                                                | 26,794 | [ 2 ] | 4.1%   |
| US Decennial Census 1790–19601900–1990 1990–20002010–2013 |        |       |        |

根據2000年的人口統計，迪凱特縣共有24,555人，9,389個住戶、6,882個家庭。人口密度為每平方公里25人。平均每10平方公里就有9,992家住宅。迪凱特縣有98.50%白人、0.05%為非洲裔美國人、0.11%為美洲原住民、0.72%為亞洲裔、0.01%為太平洋島裔、0.10%其他種族、0.52%為混血族群、0.54%為西班牙裔或拉丁美洲裔。迪凱特縣人的祖先有35.1%德國人、23.3%美國人、12.3%英國人、9.0%愛爾兰人。
9,389個住戶中有34.10%有18歲兒女和父母同住、60.10%為同住之已婚夫婦、女性戶主佔9.20%、26.70%為非同一家族、22.80%由個體組成、9.60%為65歲或以上的長者獨居。平均住戶人數為2.58人，平均家庭人數為3.03人。
迪凱特縣17歲或以下人口占26.30%、18至24歲人口占8.90%、25-44歲人口占29.30%、45-64歲人口占22.30%、65歲或以上人口占13.30%。平均年齡為36歲。性別比為0.976；18歲性別比為0.944。
住戶平均收入是40,401美元，家庭平均收入是46,453美元。男性平均收入是31,790美元，女性平均收入是24,688美元，人均收入是18,582美元。6.60%家庭和9.30%人口處於貧窮線下，其中包含13.40%為18歲或以下人口和8.10%為包含65歲或以上人口。